# Federico Bernardo del Palatinato-Birkenfeld-Gelnhausen
Federico Bernardo, conte palatino di Gelnhausen (Gelnhausen, 28 maggio 1697 – Gelnhausen, 5 agosto 1739), era conte palatino e duca di Birkenfeld-Gelnhausen.

## Biografia
Era il maggiore dei figli maschi del duca e conte palatino Giovanni Carlo, (1638-1704) nato dal suo secondo matrimonio con Esther Maria (1665-1725), figlia del barone Giorgio Federico di Witzleben-Elgersburg.
Nel 1704, succedette a suo padre come conte palatino di Birkenfeld-Gelnhausen.
Prestò servizio nell'esercito francese come colonnello del reggimento reale alsaziano e fu cavaliere dell'ordine di Sant'Uberto.
Un trattato del 1736 con Carolina di Nassau-Saarbrücken, reggente di Zweibrücken, gli concesse a Federico Bernardo un'indennità annua di 12000 gulden.
Morì nel 1739 senza eredi maschi.  Gelnhausen fu ereditata da suo fratello minore, Giovanni.

## Matrimonio e figli
Federico Bernardo sposò il 30 maggio 1737 a Arolsen Ernestina Luisa (1705-1782), figlia del principe Federico Antonio Ulrico di Waldeck e Pyrmont. La madre di Ernestina era Luisa del Palatinate-Birkenfeld-Bischweiler, sua cugina. Ebbe dalla moglie due figlie femmine:
- Carolina Luisa (1738-1782)
- Ernestina Federica Augusta (1739-1746)

## Ascendenza
|                                                        |                               |                                        | Genitori                                   |  |  | Nonni |  |  | Bisnonni                                      |  |  | Trisnonni                           |  |
|                                                        |                               |                                        |                                            |  |  |       |  |  | Carlo I del Palatinato-Zweibrücken-Birkenfeld |  |  | Volfango del Palatinato-Zweibrücken |  |
|                                                        |                               |                                        |                                            |  |  |       |  |  | Carlo I del Palatinato-Zweibrücken-Birkenfeld |  |  | Volfango del Palatinato-Zweibrücken |  |
|                                                        |                               | Anna d'Assia                           |                                            |  |  |       |  |  | Carlo I del Palatinato-Zweibrücken-Birkenfeld |  |  |                                     |  |
| Cristiano I del Palatinato-Birkenfeld-Bischweiler      |                               |                                        |                                            |  |  |       |  |  | Carlo I del Palatinato-Zweibrücken-Birkenfeld |  |  |                                     |  |
|                                                        |                               | Dorotea di Brunswick-Lüneburg          | Guglielmo il Giovane di Brunswick-Lüneburg |  |  |       |  |  |                                               |  |  |                                     |  |
|                                                        |                               | Dorotea di Brunswick-Lüneburg          | Guglielmo il Giovane di Brunswick-Lüneburg |  |  |       |  |  |                                               |  |  |                                     |  |
|                                                        |                               | Dorotea di Brunswick-Lüneburg          | Dorotea di Danimarca                       |  |  |       |  |  |                                               |  |  |                                     |  |
| Giovanni Carlo del Palatinato-Birkenfeld-Gelnhausen    |                               | Dorotea di Brunswick-Lüneburg          |                                            |  |  |       |  |  |                                               |  |  |                                     |  |
|                                                        |                               | Giovanni II del Palatinato-Zweibrücken | Giovanni I del Palatinato-Zweibrücken      |  |  |       |  |  |                                               |  |  |                                     |  |
|                                                        |                               | Giovanni II del Palatinato-Zweibrücken | Giovanni I del Palatinato-Zweibrücken      |  |  |       |  |  |                                               |  |  |                                     |  |
|                                                        |                               | Giovanni II del Palatinato-Zweibrücken | Maddalena di Jülich-Kleve-Berg             |  |  |       |  |  |                                               |  |  |                                     |  |
| Maddalena Caterina del Palatinato-Zweibrücken          |                               | Giovanni II del Palatinato-Zweibrücken |                                            |  |  |       |  |  |                                               |  |  |                                     |  |
|                                                        |                               | Caterina di Rohan                      | Renato II di Rohan                         |  |  |       |  |  |                                               |  |  |                                     |  |
|                                                        |                               | Caterina di Rohan                      | Renato II di Rohan                         |  |  |       |  |  |                                               |  |  |                                     |  |
|                                                        |                               | Caterina di Rohan                      | Catherine de Parthenay                     |  |  |       |  |  |                                               |  |  |                                     |  |
| Federico Bernardo del Palatinato-Birkenfeld-Gelnhausen |                               | Caterina di Rohan                      |                                            |  |  |       |  |  |                                               |  |  |                                     |  |
|                                                        | Erich Friedrich von Witzleben | Johann Wilhelm von Witzleben           |                                            |  |  |       |  |  |                                               |  |  |                                     |  |
|                                                        | Erich Friedrich von Witzleben | Johann Wilhelm von Witzleben           |                                            |  |  |       |  |  |                                               |  |  |                                     |  |
|                                                        | Erich Friedrich von Witzleben | Brigitta von Wangenheim                |                                            |  |  |       |  |  |                                               |  |  |                                     |  |
| Georg Friedrich von Witzleben                          | Erich Friedrich von Witzleben |                                        |                                            |  |  |       |  |  |                                               |  |  |                                     |  |
|                                                        |                               | Anna Agnes von Erffa                   | Georg Friedrich Hartmann von Erffa         |  |  |       |  |  |                                               |  |  |                                     |  |
|                                                        |                               | Anna Agnes von Erffa                   | Georg Friedrich Hartmann von Erffa         |  |  |       |  |  |                                               |  |  |                                     |  |
|                                                        |                               | Anna Agnes von Erffa                   | Sabina von Dölau                           |  |  |       |  |  |                                               |  |  |                                     |  |
| Esther Maria von Witzleben                             |                               | Anna Agnes von Erffa                   |                                            |  |  |       |  |  |                                               |  |  |                                     |  |
|                                                        |                               | Rudolph von Hanstein                   | Caspar von Hanstein                        |  |  |       |  |  |                                               |  |  |                                     |  |
|                                                        |                               | Rudolph von Hanstein                   | Caspar von Hanstein                        |  |  |       |  |  |                                               |  |  |                                     |  |
|                                                        |                               | Rudolph von Hanstein                   | Sibylle von Hanstein                       |  |  |       |  |  |                                               |  |  |                                     |  |
| Maria Magdalena von Hanstein                           |                               | Rudolph von Hanstein                   |                                            |  |  |       |  |  |                                               |  |  |                                     |  |
|                                                        |                               | Maria Sibylla von Bibra                | Bernhard von Bibra                         |  |  |       |  |  |                                               |  |  |                                     |  |
|                                                        |                               | Maria Sibylla von Bibra                | Bernhard von Bibra                         |  |  |       |  |  |                                               |  |  |                                     |  |
|                                                        |                               | Maria Sibylla von Bibra                | Sibylla von Witzleben                      |  |  |       |  |  |                                               |  |  |                                     |  |
|                                                        |                               | Maria Sibylla von Bibra                |                                            |  |  |       |  |  |                                               |  |  |                                     |  |

## Fonti
- Johann Samuel Ersch: Allgemeine Encyklopädie der Wissenschaften und Künste. Section 2, H–N, part 21, Johann (Infant von Castilien) – Johann-Boniten, p. 189
- Maximilian V. Sattler: Lehrbuch der bayerischen Geschichte, Lindauer, 1868, p. 412
- Carl Renatus Hausen: Abhandlungen und Materialien zum neuesten deutschen Staatsrechte und Reichsgeschichte, vol. 5, p. 160 ff